# 高知工科大学
高知工科大学（こうち こうかだいがく、英語: Kochi University of Technology）は、高知県香美市土佐山田町宮ノ口185番地に本部を置く日本の公立大学。1997年創立、1997年大学設置。

## 概観

### 大学全体
高知工科大学は、大学工学部がなかった高知県のハイテク産業浮揚希望を担って、高知県により1997年公設民営方式で私立大学として創設された。2009年4月に公立大学法人化により公立大学へ移行した。「日本にない大学」を目指し、分野横断的な学群（学部）編成、研究費の思い切った重点配分、他大学に先駆けた学生による授業評価や研究業績を直接的に教員評価教員処遇に反映させる教員任期制再任制度など、従来の日本の大学の慣習とは一線を画した尖端的なトップダウン運営で知られる。また、日本で最初にICカード機能搭載の学生証を発行した学校としても知られている。このICカード付き学生証1枚でドアの解錠や出席の登録などが行える。高知工科大は、アメリカ景観建造物協会優秀賞、公共建築賞優秀賞を受賞しており、大学当局は「日本一美しいキャンパス」を自称している。
香美キャンパスは大学敷地を区切るような塀や柵などは無く、隣接する鏡野公園との一体化したようなキャンパスになっている。そのため、キャンパス内を一般市民や、隣接する香美市立片地小学校の児童が歩いている光景がしばしば見かけられる。

### 建学の精神（校訓・理念・学是）
- 来たるべき社会に活躍できる人材の育成
- 世界の未来に貢献できる研究成果の創出
- 地域社会との連携と貢献

## 沿革

### 略歴
高知工科大学は、土地・校舎の建設にかかる費用を高知県が負担し、民間が運営する公設民営方式で1997年に開学したが、全国的な「少子化」「若者の理工系離れ」が年々深刻化したことと、地方私立という不利な条件が重なり年々志願者が減少、2006年には全体で定員割れとなった。
公立大学法人制度創設が盛り込まれた地方独立行政法人法が2004年に施行されたことにより、高知工科大の公立大学法人化に関する議論が本格化した。2007年12月に文部科学省から「公立大学法人への移行は可能」、2008年2月に総務省から「地方交付税措置が受けられる」との見解を確認。その後、県とも協議し、2009年4月に公立大学法人化させる方向で合意した。2009年3月に公立大学法人化することが文部科学省・総務省に認可され、同年4月より県立大学として公立大学法人による運営に移行した。公立化の事実上確定が周知された2009年度入試では他の国公立大入試とは異なる別日程の私大型入試で他の国公立大と併願可能ということで前年度比7.8倍の志願者数となり、2009年度入学者数は4年ぶりに定員を超え、以降安定的に推移している。給付金を伴う特待生制度を定員なしに設け、成績優秀者のための「アドヴァンストプログラム」、飛び級制度等、先鋭的な試みはその後も続けられている。学部経営の安定とともに、留学生のための特待生制度（SSP）の設定や、総合研究所の設置、大学独自財源によるポスドク研究員の雇用等、近年は大学院の充実と研究活動の高度化に努めている。

### 前史
高知県には、理科系高等教育機関として国立の高知工業高等専門学校と高知大学農学部・理学部が設置されていたが、4年制大学の工学系学部が存在しなかった。
高知工科大学の設立は、橋本大二郎高知県知事（当時）が公約した「県内大学設置構想」に端を発する。橋本が知事に初当選した1991年12月から検討が開始された。設置形態についても検討されたが、既に県は高知女子大学（現・高知県立大学）を設置しており、自治省（現・総務省）の基準では人口100万人に満たない県に4年制の県立大学を2校設置することは困難だった。最終的には、新設の工科大学は公設民営方式での設置が望ましいという検討結果となった。

### 年表
- 1996年12月 学校法人高知工科大学設立。
- 1997年4月 開学（工学部5学科）、初代学長は末松安晴。
- 1999年4月 大学院工学研究科開設。
- 1999年10月 総合研究所設立。
- 2000年4月 連携研究センター開所。
- 2001年4月　第2代学長に岡村甫。
- 2004年 21世紀COEプログラムに「社会マネジメント・システム」（革新的な学術分野）が採択。特色ある大学教育支援プログラム（特色GP）に採択。総合研究所棟完成。
- 2006年　社会マネジメント研究所開所。
- 2008年4月 マネジメント学部開設。ナノデバイス研究所開所。第3代学長に佐久間健人。
- 2009年4月 工学部5学科を、3 学群13専攻に再編。公立大学法人化。
- 2015年4月　第4代学長に磯部雅彦。マネジメント学部（2年次以上）のキャンパスを永国寺キャンパスに移動。マネジメント学部を再編、経済･マネジメント学群設置。
- 2023年4月　第5代学長に蝶野成臣。
- 2024年4月　データ&イノベーション学群を開設。

## 基礎データ

### 所在地
- 香美キャンパス（高知県香美市土佐山田町宮ノ口185）
- 永国寺キャンパス（高知市永国寺町2番22号）

## 教育および研究

### 組織

#### 学群
- システム工学群
  - 知能機械工学専攻
  - 航空宇宙工学専攻
  - エネルギー工学専攻
  - 電子・光工学専攻
  - 建築・都市デザイン専攻
- 理工学群
  - 応用物理専攻
  - 機能化学専攻
  - 生命情報専攻
- 情報学群
  - AI・コンピュータ科学専攻
  - サイバーリアリティ専攻
  - 脳情報・心理情報学専攻

- 経済・マネジメント学群
  - 人間行動専攻
  - 経済政策専攻
  - 数理経済マネジメント専攻
  - 地域・行政システム専攻
  - 企業・起業マネジメント専攻
  - 国際経済マネジメント専攻
  - スポーツマネジメント専攻
- データ＆イノベーション学群（2024年4月開設）
  - AI・データサイエンス専攻
  - デジタルイノベーション専攻

※学群は学部に相当するものである。
※2022年度から「環境理工学群」が、｢理工学群」に名称変更。
（2022年度以前の入学生の旧制度）
2022年度以前の入学生は、環境理工学群・情報学群が以下の専攻で構成されている。
- 環境理工学群
  - 環境数理専攻
  - 化学専攻
  - 生命科学専攻
  - マテリアル工学専攻
- 情報学群
  - 情報と人間専攻
  - 情報とメディア専攻
  - 情報通信専攻
  - コンピュータサイエンス専攻

（2015年度以前の入学生の旧制度）
2015年度以前の入学生は、システム工学群が以下の専攻で構成されている。
- システム工学群
  - 機械工学専攻
  - ロボット工学専攻
  - 航空宇宙工学専攻
  - 電子工学専攻
  - 光エレクトロニクス専攻
  - 建築・都市デザイン専攻

（2008年度以前の入学生の旧制度）
- 工学部
  - 物質・環境システム工学科
  - 知能機械システム工学科
  - 電子・光システム工学科
  - 情報システム工学科
  - 社会システム工学科

- マネジメント学部
  - マネジメント学科

#### 大学院
- 工学研究科
  - 基盤工学専攻　修士課程
    - 物質生命工学コース
    - 知能機械システム工学コース
    - 電子・光システム工学コース
    - 情報システム工学コース
    - 社会システム工学コース
    - フロンティア工学コース
    - 起業家コース

  - 基盤工学専攻　博士後期課程
    - 基盤工学コース
    - 起業家コース

#### 附属機関
- 総合研究所[4]
  - Center for Human-Engaged Computing
  - アドバンストロボティクス研究センター
  - ナノテクノロジー研究センター
  - 脳コミュニケーション研究センター
  - 物質創成工学研究センター
  - マテリアルデザインセンター
  - 視覚・感性統合研究室
  - 統合量子素子研究室
  - 構造ナノ化学研究室
  - 生涯心理・脳科学客員研究室
- フューチャー・デザイン研究所[5]
- 地域連携機構[6]
  - 連携研究センター
  - 社会マネジメントシステム研究センター
  - 社会連携センター
  - 地域共生センター
- 附属情報図書館

#### 21世紀COEプログラム
21世紀COEプログラムとして、1件のプロジェクトが採択されている。
| 採択年度                | 分野             | プログラム名               |
| ----------------------- | ---------------- | -------------------------- |
| 平成16年度 （2004年度） | 革新的な学術分野 | 社会マネジメント・システム |

## 学生生活

### 部活動・同好会
高知工科大学では、学生団体は規模により部活動と同好会に分けられる。存在するスポーツ系の部活動には、スポーツ推薦による入試が行われている。

### 特待生制度
- 特待生S　認定基準は高知工科大学のA方式による配点で大学入試センター試験の得点率80％以上。原則として４年間学費無料＋毎月10万円の奨学金給付。
- 特待生A　認定基準は高知工科大学のA方式による配点で大学入試センター試験の得点率70％（経済マネジメント学群は75％）以上。原則として4年間毎月5万円の奨学金給付。

## 施設

### キャンパス

#### 香美キャンパス
- 使用学部：システム工学群 環境理工学群 情報学群 経済・マネジメント学群（1回生のみ）
- 使用研究科：大学院工学研究科
- 使用附属施設：附属情報図書館、研究連携部
- 交通アクセス：JR土讃線土佐山田駅よりジェイアール四国バス大栃線で工科大西口で下車またはとさでん交通龍河洞行きバスで高知工科大学で下車

#### 永国寺キャンパス
- 使用学部：経済・マネジメント学群（2回生以上）
- 使用研究科：なし
- 使用附属施設：付属情報図書館永国寺館（高知県立大学と共用）、研究連携機構
- 交通アクセス：高知龍馬空港より永国寺キャンパスへは車/タクシーで約40分、空港連絡バスで約50分（「はりまや橋」または「JR高知駅」下車→車/タクシーで約5分、または徒歩約15分）[7]

　　キャンパス間には高知工科大学の学生や関係者が利用することのできる無料シャトルバスが通っており、キャンパス間を約45分で移動できる。定員は25人。

### 学生食堂
香美キャンパスと永国寺キャンパスに、大学生協が運営する学生食堂が存在する。全国大学生協連に加盟しており、カード（ミールカード）が利用できる。
香美食堂は、2階建ての建物であり、1階はカフェテリア、2階はテイクアウトカフェと呼ばれる。
カフェテリアでは、から揚げやハンバーグといったおかず類、うどんやラーメンといった麺類、カレーや牛丼などといった丼類、及びライスや味噌汁といった単品ごとに料理を選ぶことができる。時々カルボナーラうどんや、見た目は完全にシチューだが、シチューとカレーが混ざったようなホワイトカレーなどの謎のメニューが登場することがある。単品ごとに値段が設定されており、レジで合計金額が計算される。営業時間は、平日は11時～22時（※ただし、通常授業のない日は20時に閉店となるので要注意※）、土日・祝日及び長期休みの期間中は18時～20時である。2017年度より、朝食時間帯の営業も行われている。
テイクアウトカフェでは、テイクアウトを念頭に置いたメニューが扱われている。パスタ、チャーハン、丼物などの持ち帰り可能な調理品や、パンやピザなどの手作りパンが主要メニューである。値段設定は一階に比べ高めに設定されている。営業時間は10時半～15時である。夕飯の提供は行われていない。
永国寺食堂は、体育館のある建物の１階にあり、高知県立大学と共用の食堂である。香美食堂と同様、カフェテリア方式であり、食堂オリジナルの弁当が隣接するショップで販売されている。土日・祝日及び長期休みの期間中は原則として営業しない。

### 附属情報図書館
香美キャンパスおよび永国寺キャンパスに併設されている。大学の学生や教職員の利用を想定して作られたものであるが、地域住民も図書の貸し出しが可能である。
香美キャンパス館は吹き抜け構造をしたガラス張りの建物であり、窓からは池の景色が望めるなど、景観は良好である。その一方、大きな吹き抜けの影響により、空調が極端に効きにくく、夏は暑く冬は寒い状況となっている。
図書館の一階と二階にはソファチェアの置かれているスペースがあり、暇な学生が仮眠をとる場所になっている。24時間開いているため、テスト前日に夜遅くまで図書館で勉強した結果帰宅できなくなった学生はこのスペースで仮眠をとることができる。
図書館への出入りは24時間可能であり、大学の学生及び教職員は、図書の貸し出しを無人の端末から手続きすることが可能である。しかし、図書の貸し出しは平日及び土曜日の日中に限られており、書架への立ち入りも許されていない。日曜日や祭日、長期休暇の一部の日では、図書の貸し出しが終日不可となっている。
永国寺キャンパス館は、高知県立大学と共用している図書館である。南側にガラス張りを多用した開放的な建物であり、3階分のフロアに加えて中間階2層を持つ。飲食可能なスペースやグループ学習室が置かれている。図書館への出入りおよび貸出は平日及び土曜日の日中に限られている。

### 寮
大学の敷地内に男子学生寮（ドミトリー）がある。15階建てで2棟あり、全238室。月々5万円（光熱費、水道代、インターネット接続料金込み）。 基本的に学部一年生の入寮希望者から抽選で選ばれた人が入寮できるようになっているが、特待生の場合は優先的に入寮できる。学内ネットワークに接続されており、学内限定サービスを受けられる半面、オンラインゲームができないなどの制限がある。また、部屋によっては学内ネットワークに接続しにくいなどの不具合も報告されている。洗濯は寮の近くにある洗濯機と乾燥機を利用できる。門限があり、夜11時までには帰宅しなければならないが、正当な理由があり書類を提出すれば許可される場合がある。寮内では毎日7時と23時に学生の起床と就寝を促す音楽が流れるが、音が大きすぎるなどの声も上がっている。
大学の敷地内には男子学生寮（ドミトリー）の他にも国際交流館という寮もある。国際交流館には高知工科大学の学生以外にも海外からの留学生も住んでおり、特待生と英語推薦の入学者は希望すれば国際交流館に入寮することができる。居住スペースは二階から四階部分で、一階部分は交流スペースとなっており、ビリヤードや卓球なども楽しめるようになっている。　
男子学生寮（ドミトリー）国際交流館共にユニットバス。両方の寮生にはそれぞれエコサイクルカードというICカードが貸与され、それを機械にかざすことで自転車を利用することができる。

### 機械加工室
普通旋盤、卓上旋盤、フライス盤、バンドソーが各一台ずつ備え付けられている。研究室など一部の学生の使用しか認められておらず、一般の学生は申請を行ったとしても使用することはできない。また、この加工室を使用した実習や講義はほとんど行われていない。

## 対外関係

### 他大学との協定

#### 国内大学
- 放送大学[8]
- 東京都市大学[9]

#### 国外大学
- バレンシア大学（スペイン）
- チュラーロンコーン大学（タイ）
- ハルビン工業大学（中国）
- フラデツ・クラロヴェ大学（チェコ）

など

### 産学連携協定
- 前田建設工業（企業との包括的連携協定の第1号）[10]